# Cấp Cô Độc
Cấp Cô Độc (tiếng Phạn: Anathapindika) là một đệ tử tại gia của Phật Thích Ca Mâu Ni. Kinh Phật chép rằng ông là một trưởng lão giàu có, người nước Kosala phía đông bắc Ấn Độ cổ xưa. Tên của ông là Tu-đạt-đa, do ông thường xuyên cung cấp thức ăn cho những người nghèo và vô gia cư nên được gọi là Cấp Cô Độc. Ông đã hiến tặng một khu vườn mua của Thái tử Kỳ-đà (Jeta; con vua Ba-tư-nặc xứ Kosala) cho giáo đoàn của Đức Phật. Trong khu vườn đó ông đã rải một lớp gồm 1,8 triệu miếng vàng. Sau khi qua đời, Cấp Cô Độc được sinh vào cõi trời Tusita, hay cõi của các vị Bồ-tát. Cấp Cô Độc được biết đến là đệ tử hào phóng nhất của Đức Phật. Ở Việt Nam, ông thường được gọi là Đức Ông hay Đức Chúa Ông và được thờ tại các ban thờ riêng.

## Chú thích

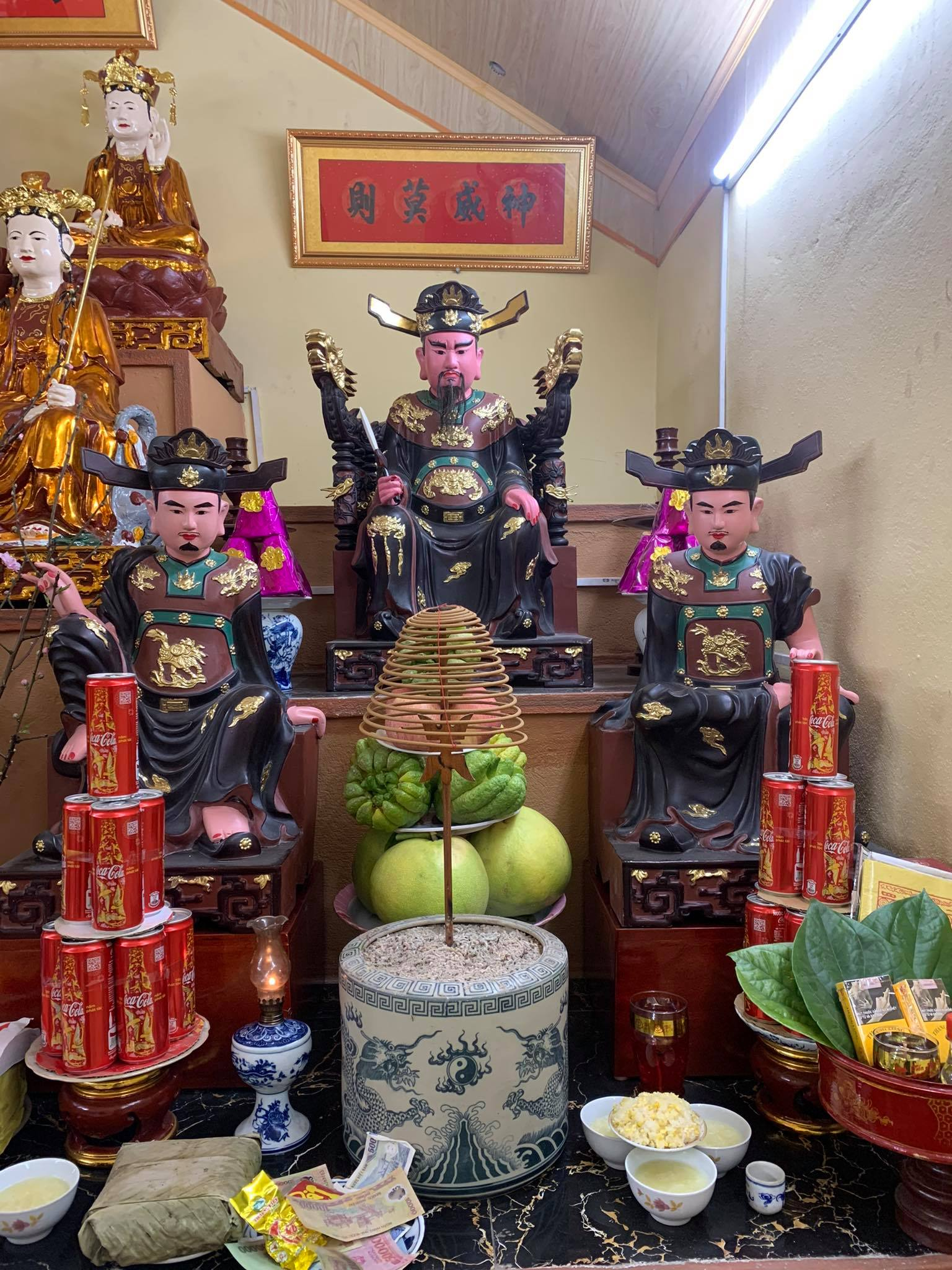
Ban thờ Cấp Cô Độc trong một ngôi chùa tại Việt Nam.